# Gawanan
Gawanan is een bestuurslaag in het regentschap Karanganyar van de provincie Midden-Java, Indonesië. Gawanan telt 5986 inwoners (volkstelling 2010).